# Qucs
Qucs (аббр. от англ. Quite Universal Circuit Simulator, рус. Почти универсальный симулятор электронных цепей) — свободная программа, предназначенная для моделирования электронных цепей. Распространяется по лицензии GPL. Позволяет моделировать электронную аппаратуру в режиме малого и большого сигнала, а также шумовые характеристики. Пользовательский интерфейс — графический. Цифровая аппаратура моделируется с использованием VHDL и/или Verilog.
Включает в себя большую постоянно пополняемую библиотеку моделей электронных компонентов, поддерживает подцепи SPICE. Выгодно отличается от других симуляторов, таких как gEDA или PSpice, простотой работы оператора и интуитивно понятным пользовательским интерфейсом.

## Виды моделирования
Виды моделирования, поддерживаемые программой включают:
- Моделирование по постоянному току;
- Моделирование по переменному току;
- Гармонический баланс;
- Цифровое моделирование;
- Моделирование переходных процессов;
- Моделирование S-параметров;
- Развёртка по параметру;
- Оптимизация.

## Виды представления результатов
Результаты моделирования могут быть представлены в диаграмм различного типа:
- Таблицы;
- Графики в декартовых координатах;
- Трёхмерные диаграммы в декартовых координатах;
- Диаграммы в полярных координатах;
- Круговые диаграммы;
- Диаграммы Смита;
- Диаграммы Смита (проводимости);
- Смешанные диаграммы полярные/Смита;
- Временные диаграммы;
- Таблицы истинности.

## Набор инструментов
Qucs представляет собой набор нескольких автономных программ, взаимодействующих между собой через интерфейс GUCS.
Для создания схем, настройки моделирования, отображения результатов, написания VHDL-кода и других функций используется графический интерфейс. Редактирование схемы в Qucs интуитивно понятно и те, кто работал с другими электрическими САПР, легко разберутся с редактором. К особенностям интерфейса можно отнести, что виды моделирования и диаграммы являются компонентами и размещаются на схеме. 
Моделирование аналоговых цепей выполняет утилита командной строки, вызываемая из основной программы с графическим интерфейсом. Она считывает описание схемы, проверяет его на наличие ошибок, выполняет моделирование и формирует выходной набор данных.
Для отображения описания схемы и сообщений моделирующей программы, а также для редактирования файлов некоторых компонентов (например, описание схем SPICE, файлов Touchstone) используется текстовый редактор.
В состав пакета включены программы для синтеза фильтров, также калькулятор для линий передачи, позволяющий разрабатывать и анализировать различные типы передающих линий, включая микрополосковые, коаксиальные и другие.
Библиотека компонентов хранит модели большого количества электрорадиоэлементов (транзисторов, диодов, операционных усилителей) и может расширяться пользователем.
Программа синтеза аттенюаторов позволяет разрабатывать различные типы пассивных аттенюаторов.
Программа конверсии, представляющая собой утилиту командной строки, используется основной программой для импорта и экспорта наборов данных, описаний схем между Qucs и другими системами автоматического проектирования. Список поддерживаемых форматов можно найти в справке qucsconv.
В дополнение к перечисленному, основная программа может управлять другими программами САПР. Например, для моделирования цифровых схем используется программа FreeHDL. Для оптимизации схем (минимизации функции затрат) используется ASCO.

## Библиотека компонентов
Библиотека компонентов содержит объекты в следующих категориях:
- Дискретные компоненты (сопротивления, индуктивности, ёмкости, усилители, трансформаторы...);
- Источники (переменного/постоянного тока/напряжения, шума, импульсов, управляемые источники...);
- Измерительные приборы;
- Передающие линии;
- Нелинейные компоненты (диоды, транзисторы, тиристоры);
- Цифровые компоненты;
- Компоненты VERILOG;
- Файловые компоненты  (наборы S-параметров, описания схем SPICE);
- Виды моделирования;
- Диаграммы;
- Рисунки.

## Модели транзисторов
QUCS предоставляет большое количество моделей транзисторов, включая FBH-HBT, HICUM L0 v1.12, HICUM L0 v1.2, HICUM L2 v2.1, HICUM L2 v2.22, HICUM L2 v2.23, MESFET (Curtice, Statz, TOM-1 and TOM-2), SGP (SPICE Gummel-Poon), MOSFET, JFET and EPFL-EKV MOSFET v2.6.

## Qucs-S
Проект QUCS получил дальнейшее развитие в рамках другого кроссплатформенного проекта с открытым исходным кодом - QUCS-S (Qucs with SPICE). Qucs-S поддерживает моделирования во временной и частотной области, шумовой анализ, анализ нелинейных искажений, Фурье-анализ, моделирования гармонического баланса. Как и исходный проект, Qucs-S ориентирован на радиолюбителей и академическую среду использования.
К основным нововведениям проекта можно отнести:
- Переход на фреймворк Qt версии 6, что обеспечило поддержку современных версий Linux и поддержку HiDPI дисплеев.
- В дополнение к штатному Qucsator, добавлена поддержка трех симуляторов для моделирования электронных схем, с возможностью переключения без перезагрузки программы -  Ngspice (в качестве основного симулятора), XYCE (используемого в академических кругах) и SpiceOpus;
- Цифровое моделирование при помощи Icarus Verilog, поддерживающее IEEE-1364 Verilog HDL включая IEEE1364-2005 (Verilog 2005) расширение и аналоговые модели Verilog-A при помощи компилятора OpenVAF;
- Поддержка моделирования S-параметров с помощью Ngspice (с некоторыми ограничениями[4]);
- Анализ спектра (Spectrum ananlysis – FFT). Параметрами данного моделирования являются полоса частот (BW), шаг по частоте (dF) и тип оконной функции;
- Тюнер элементов, специальный режим симуляции позволяющий производить подстройку компонентов при помощи ползунков и сразу видеть результат на графиках измеряемых величин;
- Расширена библиотека компонентов, в том числе с тиристорами, оптопарами, кварцевым резонатором, а также катушками и конденсаторами с добротностью (INDQ и CAPQ). Добавлена библиотека BJT Extended с дополнительными моделями транзисторов.

Проект активно развивается Вадимом Кузнецовым и сообществом. На конец 2023 года актуальная версия проекта - 2.1.0.